# Pik Karl Marx
Der Pik Karl Marx ist ein Gipfel in der Schachdarakette im zentralasiatischen Pamir-Gebirge in Tadschikistan. Der Berg wurde während der Sowjetzeit nach Karl Marx benannt.

## Lage
Der Berg hat eine Höhe von 6726 m und gehört damit zu den 300 höchsten Bergen der Welt. Er ist der höchste Gipfel der Schachdarakette im Südosten des Pamirgebirges.

## Namensherkunft
Namensgeber ist der deutsche Philosoph und Nationalökonom Karl Marx. In der Nähe des Berges befindet sich der 6510 m hohe Pik Engels, benannt nach Marx’ Freund und Arbeitspartner Friedrich Engels.
Seinen Namen erhielt der Berg in der sowjetischen Periode. Zuvor war er von den ersten russischen Entdeckern, die das entlegene Gebiet besuchten, gegen Ende des 19. Jahrhunderts als Pik Zarja Mirotworza bezeichnet worden, zu Deutsch etwa „Gipfel des Friedensstifter-Zaren“, nach dem zeitgenössischen Ehrennamen des russischen Zaren Alexander III. (1845–1894), während dessen Regentschaft ab 1881 das Russische Kaiserreich im Gegensatz zu früheren Epochen keine Kriege geführt hatte. Der nahe Pik Engels hieß dementsprechend ursprünglich Pik Imperatrizy Marii – „Gipfel der Kaiserin Maria“ nach Alexanders Ehefrau Maria Fjodorowna (1847–1928).

## Nebengipfel
Der Pik Karl Marx hat im Südosten die beiden Nebengipfel Pik Nikoladse (6340 m, ⊙) und Pik Nikoladse Süd (6250 m, ⊙). Diese wurden nach dem georgischen Bildhauer Iakob Nikoladse (1876–1951) benannt.

## Erstbesteigung
Der Pik Karl Marx wurde erstmals am 6. September 1946 von sieben sowjetischen Alpinisten, darunter Jewgeni Abalakow, unter der Leitung von Jewgeni Belezki bestiegen. Es war 13:30 Uhr, als sie nach ihrer mehrtägigen Tour vom im Westen des Berges liegenden Tal starteten. Der Weg führte sie über eine Gletscherzunge, über die sie den weitesten Weg zur Spitze nahmen. Der Nebengipfel Pik Nikoladse wurde 1964 von einer von M. Gwarliani geführten Bergsteigergruppe erstbestiegen.